# Trigonostemon rubescens
Trigonostemon rubescens är en törelväxtart som beskrevs av François Gagnepain. Trigonostemon rubescens ingår i släktet Trigonostemon och familjen törelväxter. Inga underarter finns listade i Catalogue of Life.